# Hardly Kirk-ing
"Hardly Kirk-ing" é o décimo terceiro episódio da vigésima quarta temporada de The Simpsons. Sua emissão ocorreu em 17 de fevereiro de 2013 nos Estados Unidos.

## Enredo
Milhouse recebe um novo corte de cabelo que o faz parecer o pai famoso Kirk. Ele se veste como ele e começa a causar caos.

## Recepção
Em sua exibição original, o episódio foi assistido por 4,57 milhões de espectadores e recebeu 2 pontos de audiência segundo o Nielsen Ratings.